# Insula Obbola
Obbola (în suedeză Obbolaön) este o insulă situată în partea de est a Suediei, în comitatul Västerbotten, la gura de vărsare a râului Ume în zona Kvarken a golfului Botnic. Are o suprafață totală de 2341 ha . Lungimea insulei de la nord la sud este de 10 km, în timp ce lățimea ei maximă (de la est la vest) măsoară 3 km. 
Majoritatea suprafeței Obbolaön este acoperită cu păduri de fag. În partea de est a insulei se află localitatea (zona urbană) omonimă, ce are rol de centru industrial și parțial port maritim al orașului Umeå. Rezervația naturală Delta Râului Ume se extinde în partea de nord a insulei. Obbolaön este traversată de drumul E12, care prin intermediul podului Obbola (denumit alternativ podul Holmsund) face legătura, peste insula Holmen, cu orașul Holmsund localizat la est de principala localitate de pe insulă.

## Faruri
În partea de sud-est a insulei, nu departe de strâmtoarea Bredskärsund, care separă Obbolaön de insulița Bredskär se găsesc două faruri maritime, Bredskärsund övre (în traducere liberă Bredskärsund Superior) și Bredskärsund nedre (în traducere liberă Bredskersund inferior), acesta din urmă având statutul de byggnadsminne (edificiu istoric protejat prin lege, titulatură similară celei de monument istoric din România) din data de 5 iunie 2008. 